# George Maguire (attore 1990)
George Maguire (Stanford-le-Hope, 31 dicembre 1990) è un ballerino e attore britannico.
Ha raggiunto la fama nel 2005 quando fu scelto per interpretare Billy Elliot nel musical tratto dall'omonimo film di Stephen Daldry. Il musical, con colonna sonora di Elton John, vedeva Maguire alternarsi con James Lomas e Liam Mower nel ruolo del giovane protagonista. Maguire, Mower e Lomas vinsero il Laurence Olivier Award al miglior attore in un musical per la loro performance in Billy Elliot.